# ایمان بیشه
ایمان بیشه (انگلیسی: Emanne Beasha و عربی: إيمان بيشة؛ زادهٔ ۱۸ سپتامبر ۲۰۰۸) خواننده اهل اردن و ایالات متحده آمریکا با اصالت چرکس است. او برندهٔ پنجمین دورهٔ اربز گات تلنت و فینالیست فصل چهاردهم امریکاز گات تلنت است.

## زندگی
بیشه در امان، اردن به دنیا آمد و از ۶ سالگی خواندن اپرا به زبان ایتالیایی را آغاز کرد. والدین او در ۲ سالگی استعداد او را کشف کردند.
مصدر: deepotech
او در سال ۲۰۱۷ نشان لیاقت عبدالله الثانی بن الحسین‎ را از عبدالله دوم، پادشاه اردن، در کاخ رغدان دریافت کرد.
در سال ۲۰۱۹ او در چهاردهمین فصل مسابقه آمریکاز گات تلنت شرکت کرد. در مرحلهٔ نخست با اجرا قطعه Nessun Dorma و چهار رای مثبت از داوران به مرحلهٔ بعد رفت. در مرحلهٔ بعدی، Judge Cuts، بعد از اجرای ترانه کاروسو اثر لوچو دالا، جی لنو که در آن قسمت داور مهمان بود، زنگ طلایی را برایش زد و ایمان مستقیماً به مرحلهٔ اجراهای زنده صعود کرد. در مرحلهٔ یک‌چهارم نهایی قطعهٔ Ebben? Ne Andro Lontana از اپرای La Wally اجرا کرد و با رای مردمی، به مرحلهٔ نیمه‌نهایی صعود کرد. در مرحلهٔ نیمه نهایی ترانه (هرچه می‌کنم) به‌خاطر تو می‌کنم اثر برایان آدامز را خواند و نظر مثبت داوران را به دست آورد و با رأی آن‌ها به مرحلهٔ نهایی رسید، در این مرحله، بیشه قطعه La mamma morta از اپرای Andrea Chenier اثر اومپرتو جیردنو را اجرا کرد. در اعلام نتایج هم، او ترانه Con te partiró از آندریا بوچلی را با همراهی پیانو لانگ لانگ اجرا کرد. در انتها او جزو پنج اجرای برتر قرار نگرفت.